# Pöhlde

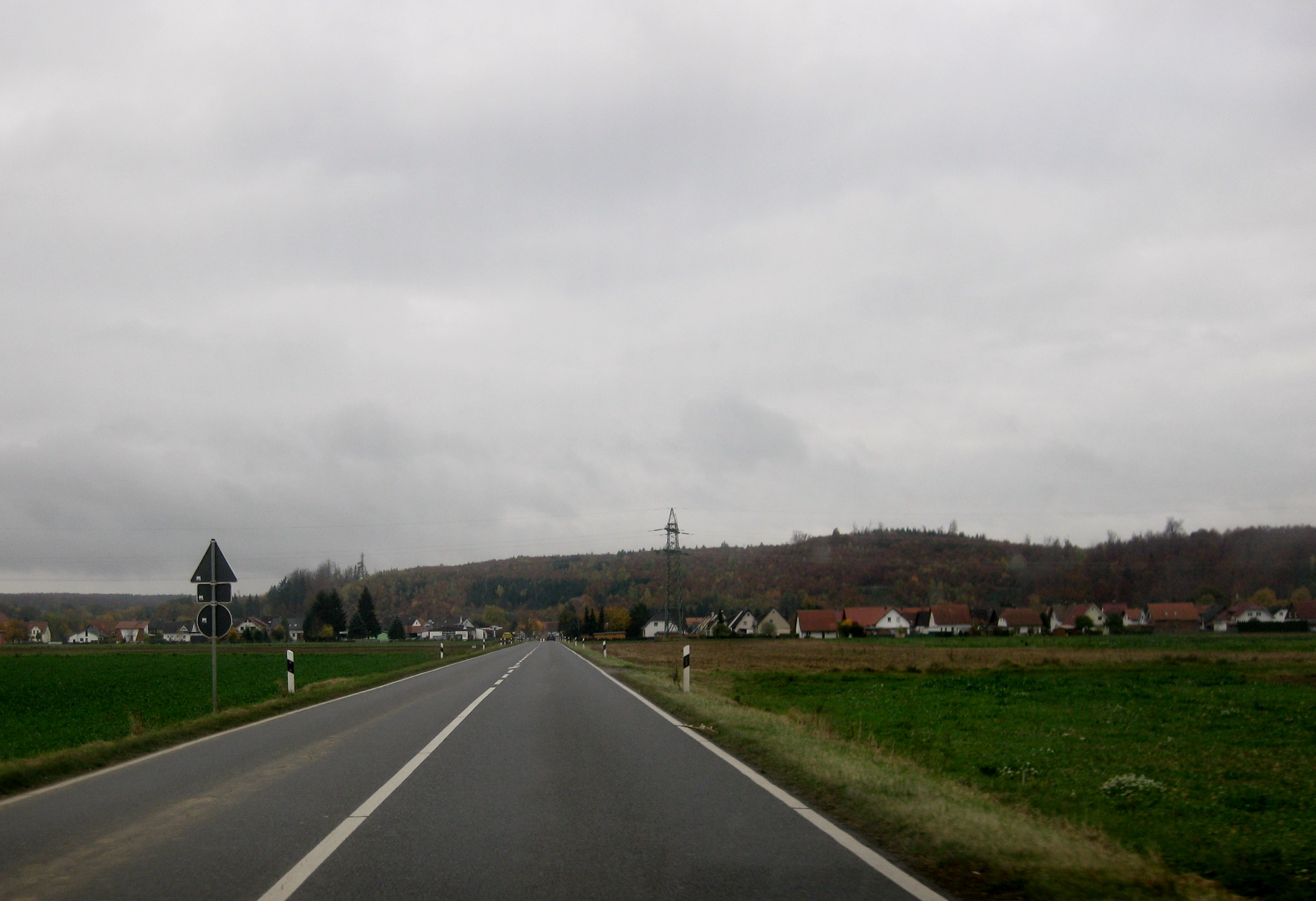
Blick auf Pöhlde und den dahinterliegenden Rotenberg von der Landesstraße 530

Pöhlde ist ein Dorf im südwestlichen Harzvorland und in Südniedersachsen. Es ist heute ein Ortsteil der Stadt Herzberg am Harz im Landkreis Göttingen (ehemals Osterode). Auf 36,36 km² Fläche leben 1.921 Einwohner (Stand: 31. Dezember 2023).

## Geographische Lage
Pöhlde liegt im Urstromtal der Oder und nördlich des Rotenbergs, eines langgestreckten Höhenzugs von bis zu 317 m ü. NN, der parallel zum Südharzrand verläuft. Pöhlde liegt etwa vier Kilometer südlich von Herzberg, fünf Kilometer südwestlich von Scharzfeld sowie sieben Kilometer östlich von Gieboldehausen im Südwestlichen Harzvorland. Durch den Ort fließt die Beber (auch Pöhlder Bach), die westlich in die Oder mündet.

## Geschichte

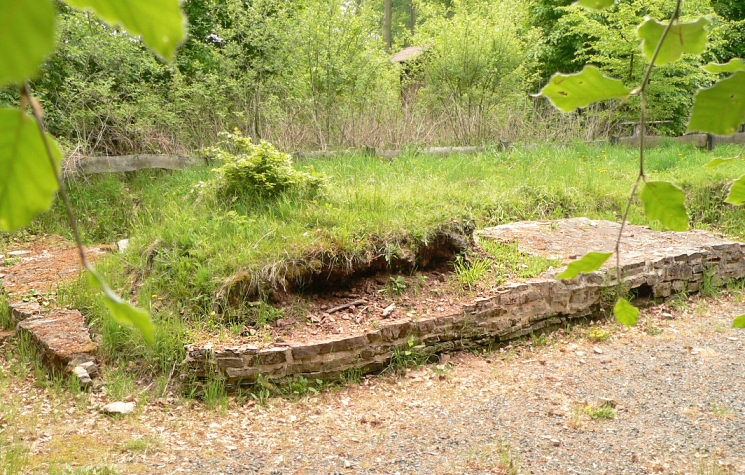
Ausgegrabenes Zangentor der Wallburg Pöhlde auf dem Rotenberg

Einige Ausgrabungsfunde aus Pöhlde stammen aus der Zeit des 2. bis 4. Jahrhunderts. Pöhlde wurde 927 in einer Schenkungsurkunde von Heinrich dem Vogler an seine Frau Mathilde von Ringelheim erstmals erwähnt. In dieser Urkunde übereignete er ihr den Königshof „Palithi“. Die Endung „-ithi“ deutet auf eine Zugehörigkeit zur ältesten germanischen Ortsnamensschicht. Im Kloster Pöhlde entstand eine bedeutende Handschrift des Mittelalters, die Pöhlder Annalen. Pöhlde liegt an einem Knotenpunkt zweier mittelalterlicher Fernstraßen.
Am 22. Juni 1001 und am 29. September 1028 fanden in Pöhlde zum Gandersheimer Streit Synoden statt.
Der Papst Damasus II., eigentlich Poppo von Brixen, wurde Weihnachten 1047 von Kaiser Heinrich III. in Pöhlde gegen Benedikt IX. zum Papst bestimmt. Poppo war 24 Tage Papst, bevor er, vermutlich an der Malaria, starb.
Am 1. Juli 1972 wurde Pöhlde in die Stadt Herzberg am Harz eingegliedert.
In der ersten Hälfte des 19. Jahrhunderts dienten Johann Friedrich Nolte und sein Sohn Ernst August Hermann Wilhelm Nolte als Pastoren der Gemeinde.
Pöhlde war bis 1990 Standort einer Dauereinsatzstellung des Tieffliegermelde- und Leitdienst (TMLD) der Luftwaffe.

### Verkehrslage
Ein Grund für die frühe Besiedlung war die damals gute Verkehrslage an den Handelsstraßen. Als Beispiele sind da der Fastweg, der das Dorf südlich tangierte, und die Hohe Straße, die im Norden auf dem Gelände der heutigen Reitplätze den Ort erreichte.

### Wallburg Pöhlde

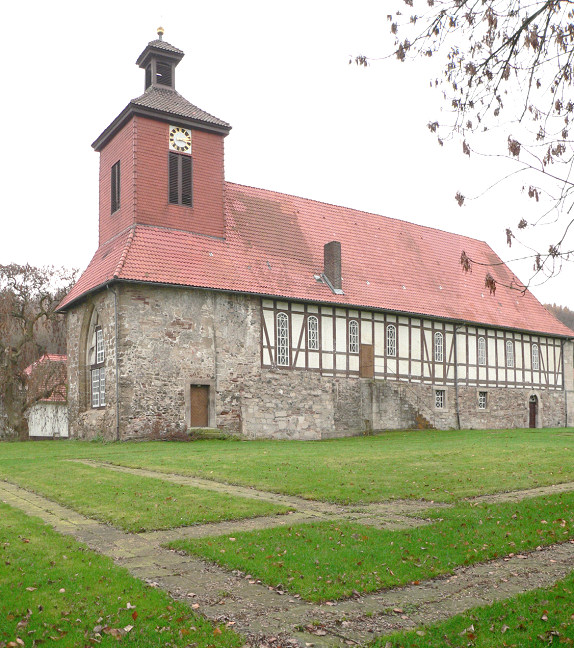
Heutige Kirche auf den Grundmauern des Klosters der Pfalz Pöhlde, im Vordergrund sichtbar gemachte Fundamente des früheren Kreuzgangs

Auf dem nahe gelegenen Rotenberg befindet sich die Wallburg Pöhlde, die in eine Hauptburg und eine Vorburg gegliedert war. Ausgrabungen zufolge ist ihr Nutzungszeitraum auf das 8. bis 12. Jahrhundert zu datieren. Sie verfügte über eine Steinmauer und einen Wall mit aufwendig konstruierten Zangentoren. Da es im Inneren der Anlage kaum Siedlungsfunde gab, diente sie wahrscheinlich sporadisch als Fliehburg. Die Wallanlage ist mit dem Namen „König Heinrichs Vogelherd“ verbunden, da Heinrich der Vogler der Sage nach hier 919 die Nachricht erhalten haben soll, dass er als erster Sachse zum König des Ostfrankenreichs gewählt worden sei.

### Pfalz Pöhlde
Die Gebäude der Pfalz Pöhlde befanden sich nahe der heutigen Kirche im Bereich des Pfarrhauses und des Pfarrgartens. Sie entstand aus einem Landgut der Liudolfinger, das Mathilde die Heilige 927 von ihrem Mann Heinrich I. erhalten hatte. Nach seinem Tod bat sie ihren Sohn Otto I., das Landgut in ein Kanonikerstift umwandeln zu lassen. König Otto I. unterzeichnete die Urkunde am 16. Mai 952 und bestimmte, dass das zu erbauende Kloster neben der Pfalz als Mönchsabtei errichtet werden sollte. Es wurde von Benediktinern besiedelt. Zwischen Pfalz und Klosterkirche bestand ein Verbindungsgang. Durch das Pfalzstift erlangte der Ort Pöhlde weitere Bedeutung. Die heutige Kirche entstand 1668 auf den Grundmauern der früheren Klosterkirche, die im Bauernkrieg 1525 Zerstörungen erlitt und danach an Bedeutung verlor.
Von 1964 bis 1974 wurden auf einer Fläche von 1700 m² an der Kirche und im Pfarrgarten Ausgrabungen durchgeführt. Dabei wurden die Grundmauern des Pfalzkomplexes freigelegt, der aus mindestens zwölf Gebäuden bestand.

## Ortsrat
Der Ortsrat setzt sich aus 13 Ratsfrauen und Ratsherren zusammen.
- CDU: 7 Sitze (−1)
- SPD: 5 Sitze (±0)
- Grüne: 1 Sitz (+1)

(Stand: Kommunalwahl am 12. September 2021, Veränderungen zu 2016)

## Kultur und Sehenswürdigkeiten

### Bauwerke

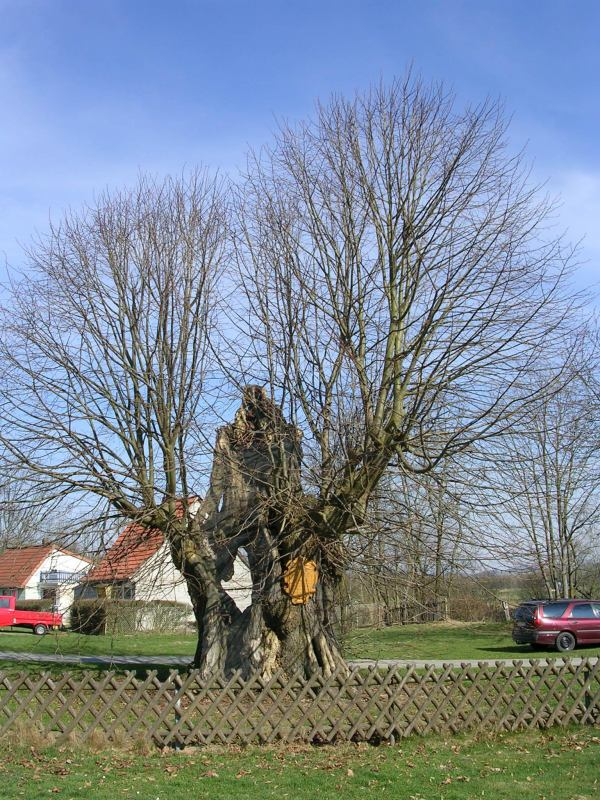
Gerichtslinde in Pöhlde

- Die Grundmauern der Pfalz Pöhlde wurden auf dem heutigen Pfarrgrundstück ergraben, aus konservatorischen Gründen jedoch wieder zugeschüttet.[5]
- Die evangelische Dorfkirche steht auf den Mittelschifffundamenten der einstigen Benediktinerabteikirche. Nördlich von ihr lag der Kreuzgang der Klosteranlage, dessen Fundamente heute durch Steinplatten im Rasen dargestellt sind.

### Naturdenkmal Gerichtslinde
Eine über 1000 Jahre alte Gerichtslinde steht auf dem Thingplatz. 1048 wurde Graf Thietmar, Bruder von Bernhard II. von Sachsen, angeklagt, einen gescheiterten Mordanschlag auf König Heinrich III. in Auftrag gegeben zu haben. Nach einem als Gottesurteil ausgeführtem Zweikampf wurde der Graf auf diesem Platz getötet.

### Sehenswertes in der Umgebung
- Die Rhumequelle, eine der größten Karstquellen Europas, liegt knapp drei Kilometer südlich von Pöhlde, am Ortsrand des Nachbardorfes Rhumspringe.
- Der Erdfall „Schwimmende Insel“ befindet sich etwa 700 m südöstlich von Pöhlde.

## Verkehr
Verkehrsmäßig angeschlossen ist der Ort über die L 530 (Herzberg–Duderstadt). Pöhlde hatte einen Bahnhof an der Bahnstrecke Bleicherode–Herzberg, diese ist inzwischen stillgelegt. Die nächstgelegene Eisenbahnzugangstelle ist der Bahnhof Herzberg (Harz).